# إليسا ومارسيلا
إليسا ومارسيلا (بالإسبانية: Elisa y Marcela)‏ هو فيلم سيرة ذاتية درامي رومانسي إسباني صدر عام 2019 من إخراج إيزابيل كويسيت. الفيلم من بطولة ناتاليا دي مولينا وغريتا فرنانديز، وتدور أحداثه حول قصة إليسا سانشيز لوريغا ومارسيا غارسيا إيبياس، وهما امرأتان تظاهرتا بأنهما زوجان من جنسين مختلفين للتمكن من الزواج في عام 1901 في كنيسة سانت جورج في لاكورونيا، مما جعلهما أول زواج مثلي موثق في إسبانيا.

## قصة الفيلم
تسافر امرأة شابة إلى منزل مارسيلا في محافظة تشوبوت بالأرجنتين. بعد تناول وجبة، تبدأ مارسيلا في سرد قصتها التي وقعت قبل 27 عامًا.
كانت السنة 1898. التحقت مارسيلا بمدرسة كاثوليكية في لا كورونيا، حيث التقت بإليسا، وهي طالبة أكبر منها سنًا. كونتا صداقة سريعة.
قضت الفتاتان يومًا يلعبان على الشاطئ، حيث قالت إليسا إنه كان أسعد يوم في حياتها. أصبح والد مارسيلا التقليدي أكثر ريبة تجاه علاقة الفتاتين، فأرسل مارسيلا إلى مدرسة داخلية في العاصمة مدريد. لم يوقف البعد العلاقة بينهما واستمرتا في تبادل الرسائل خلال فترة الانفصال.
بعد ثلاث سنوات، أصبحتا كلتاهما معلمتين في كوسو، جليقية، وبدآ العيش معًا. لكن سكان القرية شكوا في أمرهما وهاجموا إليسا رمياً بالحجارة. خططتا للهروب، فغادرت إليسا لبضعة أيام وعادت متخفية في زي رجل، متخذة هوية ابن عمها المتوفى "ماريو". في تلك الأثناء، جعلت مارسيلا نفسها حاملًا من الحطاب المحلي أندريس.
تزوجت مارسيا و"ماريو" من قبل كاهن محلي. بدأ القرويون في كشف الحيلة وشكلوا حشدًا غاضبًا للهجوم على منزلهما. هربتا إلى البرتغال وتحديداً بورتو حيث عملتا في وظائف متفرقة لجمع المال للسفر إلى الأرجنتين. تم القبض عليهما، وأنجبت مارسيلا فتاة أسمتها "آنا". أرادت السلطات الإسبانية استلامهما، حيث كان من الممكن أن يواجهان عقوبة سجن تتراوح بين 10 إلى 20 عامًا. لكن الحاكم المتعاطف لم يرغب في ذلك وأمر مدير السجن بإطلاق سراحهما. رفضت مارسيلا أن تنشأ آنا في مواجهة التمييز بسبب والدتيها المثليتين، لذا تركت آنا في رعاية مدير السجن وزوجته.
عادت القصة إلى الحاضر في الأرجنتين، وسألت المرأة الشابة التي نعرف الآن أنها آنا، مارسيلا عما إذا كان الأمر يستحق العناء. لم تجب مارسيلا، بل ذهبت لاستقبال إليسا التي عادت للتو إلى المنزل.
يشير النص الختامي إلى أن الزواج المثلي تم تقنينه في إسبانيا عام 2005.

## البطولة
- ناتاليا دي مولينا - إليسا
- غريتا فرنانديز - مارسيلا
- سارة كاساسنوفاس - آنا
- تامار نوفاس - أندريس
- ماريا بوخالتي - والدة مارسيلا
- فرانسيسك أوريا - والد مارسيلا
- مانولو سولو - مدير السجن
- لويس هومار - الحاكم أوبورتو

## الإصدار
تم اختيار فيلم إليسا ومارسيلا للتنافس على جائزة الدب الذهبي في مهرجان برلين السينمائي الدولي التاسع والستين، حيث عُرض لأول مرة في 13 فبراير 2019. تم إصداره في دور عرض محددة في إسبانيا في 24 مايو 2019، ثم أصدرته منصة نتفليكس في 7 يونيو 2019.

## وصلات خارجية
- إليسا ومارسيلا على موقع IMDb (الإنجليزية)
- إليسا ومارسيلا على موقع روتن توميتوز (الإنجليزية)
- إليسا ومارسيلا على موقع نتفليكس (الإنجليزية)
- إليسا ومارسيلا على موقع ألو سيني (الفرنسية)
- إليسا ومارسيلا على موقع فيلمافينيتي (الإسبانية)
- إليسا ومارسيلا على موقع قاعدة بيانات الفيلم (الإنجليزية)
- إليسا ومارسيلا على موقع ليتربوكسد (الإنجليزية)
- إليسا ومارسيلا على موقع كينوبويسك (الروسية)